# Barbier (cràter)

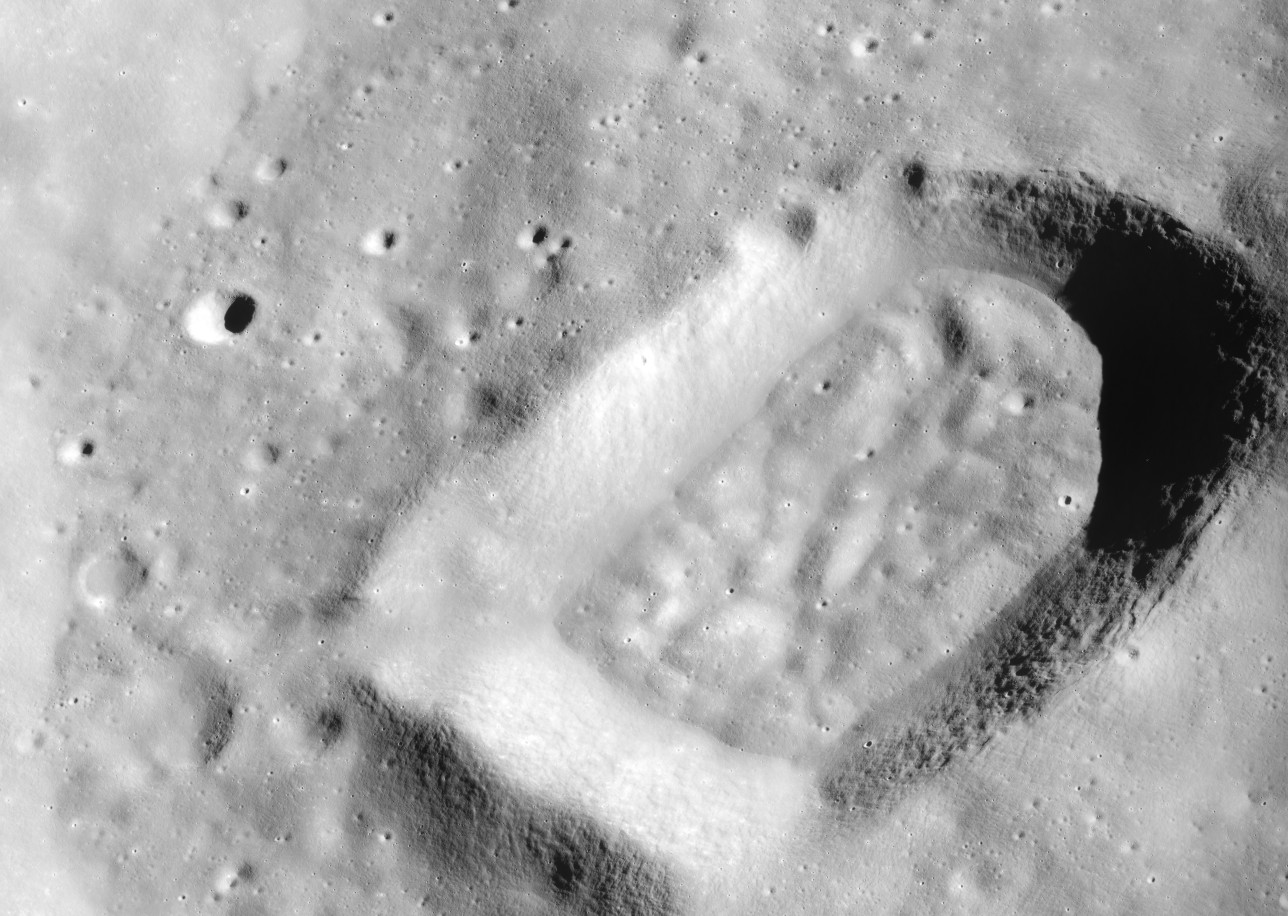
Barbier F, a l'interior de Barbier. Fotografia de la missió Apol·lo 15

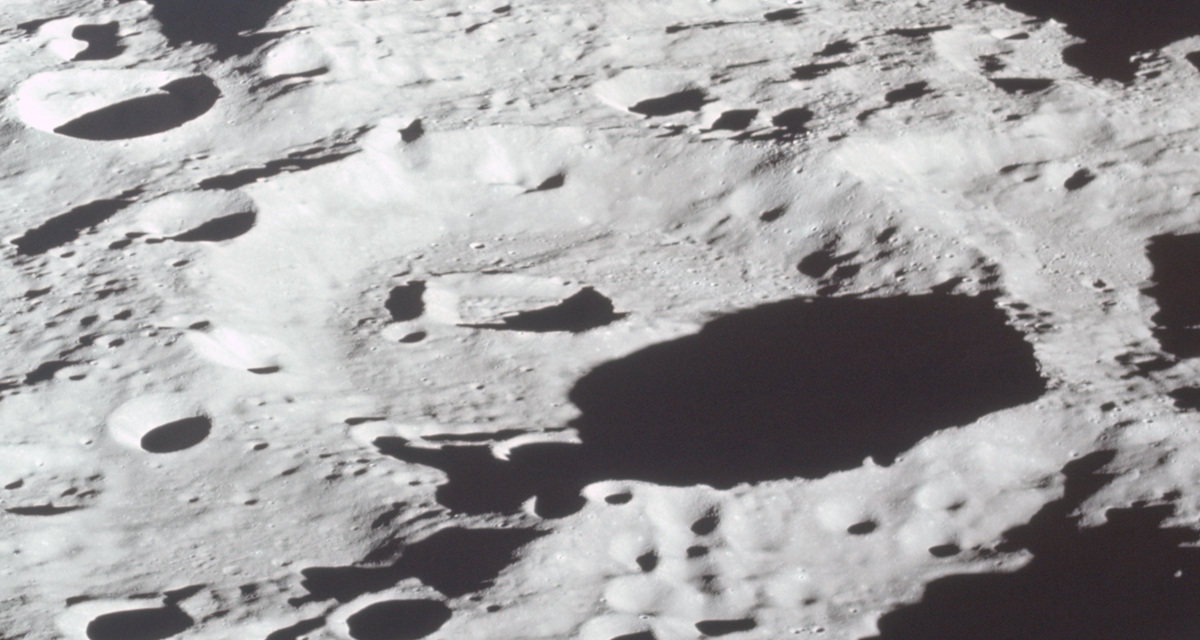
Vista obliqua del costat sud-est des de l'Apol·lo 17

Barbier és un cràter d'impacte que es troba en l'hemisferi sud de la cara oculta de la Lluna. Està aparellat amb el cràter Cyrano cap al nord-nord-oest, i es troba al sud-est de l'enorme plana emmurallada del cràter Gagarin. Al sud-oest de Barbier es troba Sierpinski, i al sud-est es troba la Mare Ingenii.

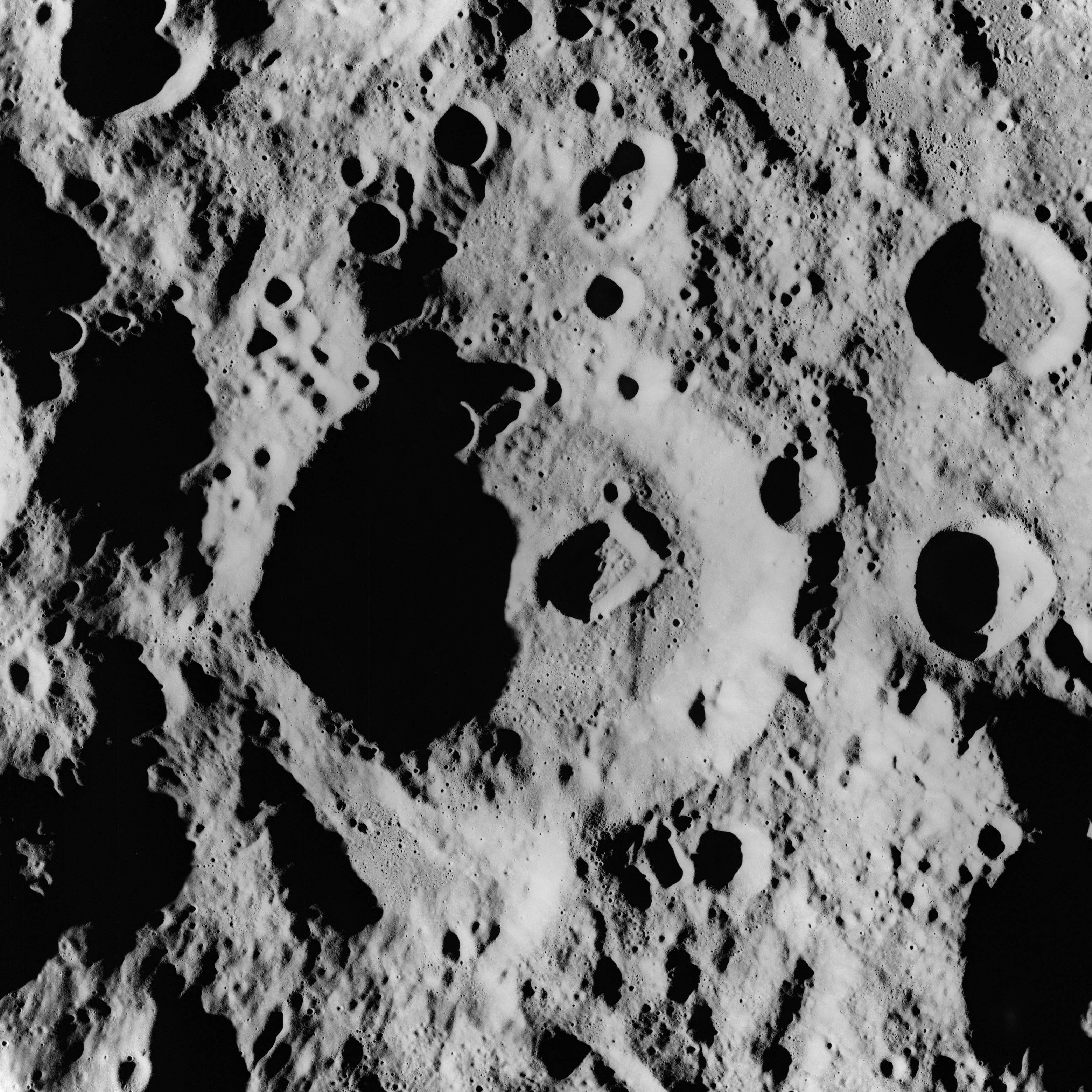
Fotografia de la missió Apol·lo 15

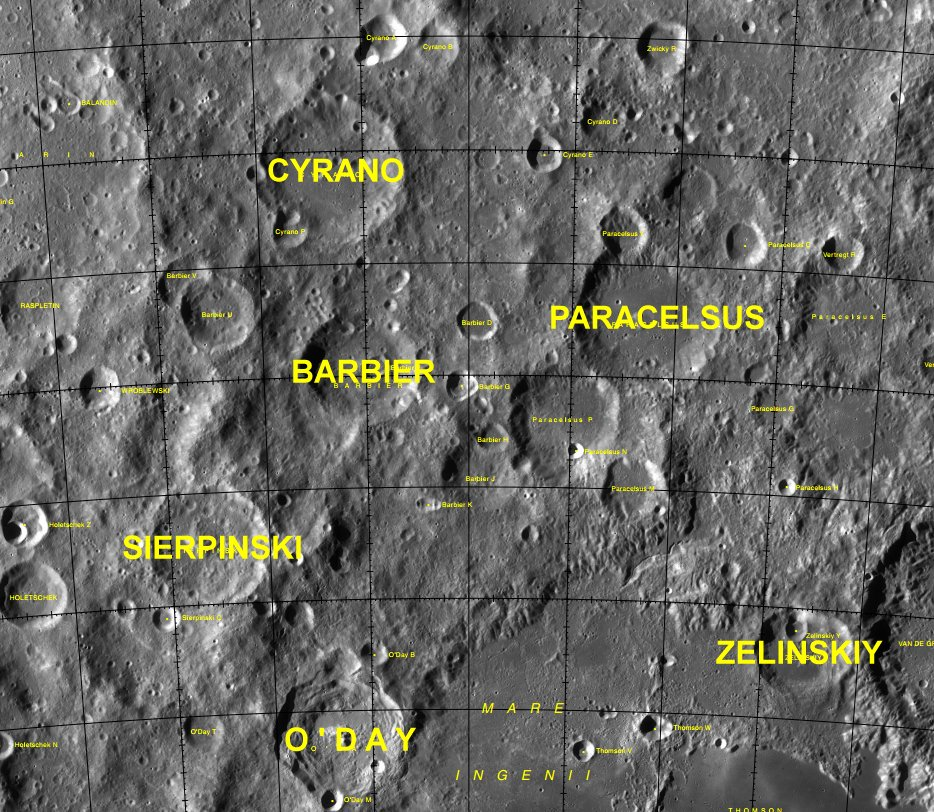
Localització de Barbier

La vora exterior de Barbier s'ha erosionada una miqueta per impactes posteriors, particularment en l'extrem nord, on la paret ha estat degradada per l'aparició de diversos cràters petits. Un petit cràter se situa travessant la vora oriental. La vora sud és més ampla i de forma irregular. Un cràter irregular inusual, Barbier F, amb un fons accidentat, d'aproximadament el 16 km de longitud, es troba prop del pic central, lleugerament desplaçat cap a l'est del punt central.

## Cràters satèl·lit
Per convenció aquestes característiques són identificades en mapes lunars posant la lletra en el costat del cràter punt central que està més prop de Barbier.
|         | \| Barbier \| Coordenades \| Diàmetre \| \| ------- \| -------------------------------------- \| -------- \| \| F \| 23° 48′ S, 158° 06′ E / 23.8°S,158.1°E \| 14 km \| \| D \| 23° 00′ S, 160° 12′ E / 23.0°S,160.2°E \| 24 km \| \| G \| 24° 24′ S, 160° 06′ E / 24.4°S,160.1°E \| 17 km \| \| H \| 25° 18′ S, 160° 30′ E / 25.3°S,160.5°E \| 17 km \| \| J \| 26° 00′ S, 160° 06′ E / 26.0°S,160.1°E \| 43 km \| \| K \| 26° 30′ S, 159° 24′ E / 26.5°S,159.4°E \| 7 km \| \| U \| 22° 48′ S, 155° 06′ E / 22.8°S,155.1°E \| 38 km \| \| V \| 22° 18′ S, 154° 36′ E / 22.3°S,154.6°E \| 29 km \| |          |
| Barbier | Coordenades | Diàmetre |
| F       | 23° 48′ S, 158° 06′ E / 23.8°S,158.1°E | 14 km    |
| D       | 23° 00′ S, 160° 12′ E / 23.0°S,160.2°E | 24 km    |
| G       | 24° 24′ S, 160° 06′ E / 24.4°S,160.1°E | 17 km    |
| H       | 25° 18′ S, 160° 30′ E / 25.3°S,160.5°E | 17 km    |
| J       | 26° 00′ S, 160° 06′ E / 26.0°S,160.1°E | 43 km    |
| K       | 26° 30′ S, 159° 24′ E / 26.5°S,159.4°E | 7 km     |
| U       | 22° 48′ S, 155° 06′ E / 22.8°S,155.1°E | 38 km    |
| V       | 22° 18′ S, 154° 36′ E / 22.3°S,154.6°E | 29 km    |